# Dmitrij Agrenev-Slavjanskij
Dmitrij Aleksandrovitj Agrenev-Slavjanskij (ryska: Дмитрий Александрович Агренев-Славянский), född 19 december (gamla stilen: 7 december) 1834 (eller 1836) i Moskva, död 23 juli (gamla stilen: 10 juli) 1908 i Ruse, var en rysk folkvisesångare.
Slavjanskij, vars egentliga namn var Agrenev, uppträdde 1858 offentligt som sångare och utbildade en sångkör, uteslutande med rysk-nationell repertoar, som vann livligt erkännande i hela Europa. Han sjöng själv solopartierna i de gammalryska bylinerna, vilkas musik han delvis själv komponerade.
Hans hustru, Olga Christoforovna Agreneva-Slavjanskaja (Ольга Христофоровна Агренева-Славянская, 1847–1920), fortsatte hans verksamhet och författade smärre skrifter om ryska folkvisor och bröllopsseder, Opisanie russkoj krestianskoj svadby och Opisanie vsjech obrjadov svadebnago dnja (1887).